# Молодые профессионалы
WorldSkills Russia — автономная некоммерческая организация «Агентство развития профессионального мастерства (Ворлдскиллс Россия)», функциональный преемник Союза «Молодые профессионалы (Ворлдскиллс Россия)». Среди основных целей организации — внедрение новых стандартов рабочих профессий, совершенствование экзаменационной системы в среднем профессиональном и высшем образовании c применением стандартов WorldSkills.

## История
17 мая 2012 года Россия официально вступила в международное движение «WorldSkills International» (WSI) во время проведения Генеральной ассамблеи WSI и стала 60-й страной-членом организации. Официальным представителем России и инициатором вступления в международное движение выступило Некоммерческое партнёрство «Центр содействия развитию профессионального образования и сотрудничества».
С 2012 года по 2014 год российским оператором WorldSkills был фонд «Образование — обществу», функционировавший при поддержке АСИ и Министерства образования и науки РФ. В ноябре 2012 года был проведён первый региональный чемпионат — Московский открытый чемпионат WorldSkills Russia.
В 2013 году российская команда впервые приняла участие в международном чемпионате WorldSkills, проходившем в Лейпциге (Германия). По результатам чемпионата сборная России заняла последнее 41-е место и не получила ни одной медали.
В 2014 году команда WorldSkills Russia приняла участие в европейском чемпионате EuroSkills, прошедшем в городе Лилле во Франции. Российская команда заняла 11 место по баллам, не получив ни одной медали, команда получила один медальон за профессионализм.
30 декабря 2014 года была создана некоммерческая организация Союз «Молодые Профессионалы (Ворлдскиллс Россия)». Учредителями организации являются Агентство стратегических инициатив и Российская Федерация в лице Минобрнауки России и Минтруда России.
В 2014 году состоялся первый Национальный чемпионат сквозных рабочих профессий высокотехнологичных отраслей промышленностей WorldSkills Hi-Tech, который впоследствии стал ежегодно проводиться в Екатеринбурге.
В 2015 году команда России приняла участие в мировом чемпионате в Сан-Паулу, российская сборная оказалась на 14-й позиции по баллам, получив 6 медальонов за профессионализм, но не получив ни одной призовой медали.
10 августа 2015 года в Сан-Паулу на Генеральной ассамблее WSI было принято решение о проведении чемпионата WorldSkills 2019 в городе Казань.
В 2016 российская команда приняла участие в европейском чемпионате EuroSkills, который прошёл в городе Гётеборге (Швеция). В медальном зачёте команда WorldSkills Russia заняла седьмое место и первое место по баллам.
К 2017 году региональные координационные центры WorldSkills Russia созданы во всех 85 регионах России, запущены четыре национальных отраслевых чемпионата: WorldSkills Hi-Tech, DigitalSkills, AgroSkills, LogisticSkills.
В 2017 году команда WorldSkills Russia приняла участие в мировом чемпионате, проходившем в Абу-Даби. Российская команда вошла в пятёрку лидеров, получив 12 медалей.
В 2018 году российская команда заняла 1 первое место в медальном зачёте и 1 место по баллам на чемпионате EuroSkills Budapest 2018.
В 2019 году на 45 мировом чемпионате по профессиональному мастерству WorldSkills Kazan 2019, прошедшем в Казани, российская сборная заняла второе место, завоевав 22 медали, 14 из которых – золотые.
В декабре 2022 года на базе Worldskills Russia было образовано Чемпионатное движение по профессиональному мастерству
С 1 марта 2022 года членство WorldSkills Russia в WorldSkills International было приостановлено. На июнь 2023 года действовал проект национального чемпионата на замену – «Ворлдскиллс». В 2022 Worldskills Russia переименовано в движение «Молодые профессионалы».  

## Руководство
С 2014 по 2024 год АНО «Агентство развития профессионального мастерства (Ворлдскиллс Россия)» возглавлял член партии «Единая Россия» Уразов Роберт Наилевич. В июне 2024 года Уразов вместе с руководителем аппарата организации Даниром Мухаметзяновым был задержан сотрудниками МВД и ФСБ, а позже арестован Замоскворецким судом Москвы по обвинению в мошенничестве в особо крупном размере (ч. 4 ст. 159 УК РФ). Уразов вместе с сообщником обвинён в хищении свыше 130 млн руб., которые предназначались для исполнения национального проекта «Демография». 
Исполняющим обязанности генерального директора назначен заместитель административного директора агентства Айдар Абдуллин.

## Цели и задачи
Целью организации декларируется развитие движения Ворлдскиллс в Российской Федерации.
Для её достижения определены ключевые задачи, которые соответствуют поручению Президента от 23 ноября 2019 № Пр-2391, а именно: 
- содействие выбору профессии гражданами, в том числе посредством  профессиональных проб с ориентацией на опережающую подготовку  кадров
- формирование новой производственной культуры в целях повышения производительности труда
- создание социальных лифтов, в том числе обеспечивающих  профессиональный и карьерный рост работников, развитие профессиональных и экспертных сообществ
- повышение квалификации кадров, включая инженерные и рабочие  профессии и навыки, в том числе путем организации российских и  международных соревнований по профессиональному мастерству
- представление Российской Федерации в международных организациях Ворлдскиллс Интернешнл, Ворлдскиллс Европа, Ворлдскиллс Азия, а также продвижение передовых стандартов подготовки кадров, включая развитие системы независимой оценки компетенций в России и других странах.

Деятельность Агентства синхронизирована с достижением национальных целей. В частности, Ворлдскиллс Россия активно участвует в реализации национальных проектов («Образование», «Демография», «Производительность труда и поддержка занятости»).

## WorldSkills в образовании. Демонстрационный экзамен
Одна из задач, стоящих перед WorldSkills Russia, — реформирование системы среднего профессионального образования, внедрение новых экзаменационных стандартов. В 2017 году в качестве эксперимента в 26 субъектах России государственная итоговая и промежуточная аттестации по программам среднего профессионального образования прошли в форме демонстрационного экзамена по стандартам WorldSkills, который позволяет определить профессиональные навыки в условиях моделирования производственных процессов при выполнении практических профессиональных задач.
По итогам эксперимента приказом Министерства образования и науки Российской Федерации от 17 ноября 2017 года № 1138 демонстрационный экзамен утвержден в качестве процедуры государственной итоговой аттестации по образовательным программам среднего профессионального образования.
В феврале 2017 года стало известно, что демонстрационный экзамен по стандартам WorldSkills Russia внедрён в государственную итоговую аттестацию, и по состоянию на февраль 2017 года демонстрационный экзамен сдали первые две тысячи выпускников. В 2017 году более 10 000 выпускников московских колледжей сдавали демонстрационный экзамен по стандартам WorldSkills. Всего в 2017 году более 14 000 выпускников сдали демонстрационный экзамен по стандартам WorldSkills по 74 компетенциям.
В 2018 году запущена программа модернизации профессионального образования, техникумы и колледжи начали массово переходить на экзамен по стандартам WorldSkills. В 2018 году демонстрационный экзамен сдали 30 000 выпускников в 60 регионах России. Все московские колледжи проводят государственную итоговую аттестацию по стандартам WorldSkills.
В 2019 году демонстрационный экзамен WorldSkills сдали всего 42 125 выпускников образовательных организаций СПО, в 2020 году — 52 533 выпускника, а за первую половину 2021 году число сдавших экзамен достигло 143 240 выпускников (или более 20% от их общего количества). В перспективе в соответствии с задачами национального российского проекта «Образование» число таких выпускников и студентов будет возрастать.

## Участие WorldSkills Russia в международных чемпионатах
Место проведения мирового чемпионата: город Лейпциг, Германия. Время проведения: с 2 по 7 июля 2013 года. В чемпионате приняли участие 45 стран мира и более 3000 участников, которые соревновались по 46 компетенциям.
Команду WorldSkills Russia представляли 15 специалистов по 14 компетенциям, в результате команда заняла 41 место, разделив его с шестью другими странами, не получив ни одной медали.
Место проведения европейского чемпионата: город Лилль, Франция. Время проведения: со 2 по 4 октября 2014 года. В чемпионате приняли участие 25 стран мира и 450 участников. Соревнования проходили по 41 дисциплине.
Команда WorldSkills Russia из 21 человека приняла участие в соревнованиях по 15 компетенциям, в результате в медальный зачёт не вошла, сборная получила один медальон за профессионализм в дисциплине «Мехатроника»..
Место проведения мирового чемпионата: город Сан-Паулу, Бразилия. Время проведения: с 11 по 16 августа 2015 года. В мировом чемпионате соревновались 1200 участников из 59 стран мира.
Команда WorldSkills Russia из 32 участников соревновалась в 30 компетенциях. Сборная России заняла 14 место по баллам и 33 место в медальном зачёте, а также получила 6 медальонов за профессионализм в шести компетенциях.
Место проведения европейского чемпионата: город Гетебург, Швеция. Время проведения: с 1 по 3 декабря 2016 года. На европейском чемпионате по 46 компетенциям соревновались 500 участников из 34 стран мира.
Сборная WorldSkills Russia была представлена 43 участниками, которые приняли участие в чемпионате по 36 компетенциям. По результатам чемпионата сборная WorldSkills Russia заняла 1 место по баллам и 7 место — по результатам медального зачёта. Команда России получила пять медалей: две золотые медали в компетенциях «Электроника» и «Холодильная техника и системы кондиционирования», две серебряные медали в компетенциях «Графический дизайн» и «Мобильная робототехника», и одну бронзовую в компетенции «Сетевое и системное администрирование», а также 11 медальонов «За профессионализм» в 11 компетенциях.
Место проведения мирового чемпионата: город Абу-Даби, ОАЭ. Время проведения: с 14 по 19 октября 2017 года. На чемпионат приехали 1300 участников из 77 стран мира, соревнования прошли по 66 компетенциям.
Команда WorldSkills Russia была представлена 58 участниками, соревновавшимися по 52 компетенциям. По результатам чемпионата Россия заняла 1 место по баллам и 5 место в медальном зачёте, завоевала 12 медалей по 11 номинациям, из них — 6 золотых, 4 серебряных и 1 бронзовая медаль, также команда получила медальон за профессионализм в 21 компетенции.
Место проведения мирового чемпионата: город Будапешт, Венгрия. Время проведения: с 25 по 28 октября 2018 года. В европейском чемпионате приняли участие 600 специалистов из 29 стран мира, соревнования проходили по 41 компетенции.
Команда WorldSkills Russia заняла 1 место в медальном зачёте и 1 место по очкам. Команда завоевала 10 золотых медалей, 8 серебряных, 2 две бронзовые медали и десять медальонов «За профессионализм» в десяти номинациях.
Есть отдельная статья WorldSkills Kazan 2019
Место проведения мирового чемпионата: город Казань, Россия. Время проведения: с 22 по 27 августа 2019 года. Ожидается участие 1300 специалистов из 63 стран мира, которые будут соревноваться в 56 компетенциях.
Место проведения Европейского чемпионата: город Graz, Австрия . Время проведения: с 22 по 26 сентября 2021 года. Ожидается участие 400 специалистов из 19 стран мира, которые будут соревноваться в 48 компетенциях.

## Национальные чемпионаты WorldSkills Russia
Место проведения: город Тольятти, Самарская область. Время проведения чемпионата: с 27 апреля по 1 мая 2013 года. На Первом национальном чемпионате WorldSkills Russia соревновались по 22 компетенциям 320 участников из 44 регионов России. Судьями стали 130 российских и 15 иностранных экспертов.
Место проведения: город Казань, Республика Татарстан. Время проведения чемпионата: с 16 по 20 мая 2014 года. Чемпионат проводился по 35 компетенциям, в нём приняли участие 450 участников из 40 регионов страны.
Место проведения: город Казань, Республика Татарстан. Время проведения чемпионата: с 19 по 23 мая 2015 года. В чемпионате приняли участие 510 участников и 415 экспертов из 50 регионов страны. Соревнования проводились по 55 компетенциям.
Место проведения: город Красногорск, Московская область. Время проведения чемпионата: с 23 по 27 мая 2016 года. На чемпионат приехали 747 участников и 102 участника JuniorSkills из 64 регионов России, соревнования проводились по 100 компетенциям.
Место проведения: город Краснодар, Краснодарский край. Время проведения чемпионата: с 15 по 19 мая 2017 года. На чемпионате соревновались по 113 компетенциям 1300 участников из 85 регионов РФ и 277 участников из 24 стран мира.
Место проведения: город Южно-Сахалинск, Сахалинская область. Время проведения чемпионата: с 8 по 12 августа 2018 года. На чемпионат собрались 700 участников из 85 регионов России, соревнования проводились по 63 компетенциям.
Место проведения: город Казань, Республика Татарстан. Время проведения чемпионата: с 20 по 24 мая 2019 года. На чемпионате соревновались по 92 компетенциям 1 500 участников из 85 субъектов РФ и 164 участника из 23 стран мира.
Место проведения: город Новокузнецк, Кемеровская область. Время проведения чемпионата: с 6 по 21 сентября 2020 года..
3 февраля 2020 года открылся рекрутинг-центр для волонтёров Worldskills В Кузбассе открылся центр развития добровольчества
Церемонии открытия и закрытия пройдут во Дворце спорта Кузнецких металлургов.
Гости и участники чемпионата будут пребывать в Новокузнецк через аэропорт Спиченково, и размещаться в общежитиях города Новокузнецка. Во время чемпионата автобусные маршруты свяжут район соревнований со всеми районами города. . Часть соревнований будет проводиться в посёлке Школьный рядом с Прокопьевском. Все компетенции объединены в семь блоков: строительство и строительные
технологии; информационные и коммуникационные технологии; творчество и дизайн; производство и инженерные технологии; сфера услуг; транспорт и логистика; образование.
В связи с пандемией коронавируса совернование было перенесено на сентябрь 2020 года и прошло с использованием онлайн-технологий.
Участники: 3000 человек по 210 компетенциям. Ведущие открытия — Родион Газманов и Яна Чурикова.
Место проведения: город Уфа, Республика Башкортостан. Время проведения чемпионата: 2021 год.
Место проведения: город Санкт-Петербург. Время проведения чемпионата:  2022 год.
Место проведения: город Новгород Великий, Новгородская область. Время проведения чемпионата:  2023 год (Чемпионат по высоким технологиям). Город Санкт-Петербург (Чемпионат по массовым профессиям): 24-28 ноября.
Место проведения: город Новгород Великий, Новгородская область. Время проведения чемпионата:  17-21 сентября 2024 года (Чемпионат по высоким технологиям). Город Санкт-Петербург (Чемпионат по массовым профессиям): 25-29 ноября 2024 года.

## Отраслевые чемпионаты WorldSkills Russia
С 2014 года проводится ежегодно в Екатеринбурге. Один блок из 22 компетенций относится к сквозным рабочим профессиям, которые применяются в большинстве производств (сварщик, токарь, фрезеровщик и другие), второй блок из 10 компетенций — FutureSkills, относится к профессиям будущего, таким как управление БЛА (беспилотные летательные аппараты), робототехника, композитные технологии и другие.
В 2018 году в пятом чемпионате WorldSkills Hi-Tech соревновались 400 участников по 32 компетенциям.
Отраслевой чемпионат в сфере информационных технологий DigitalSkills проводится с 2017 года. В 2018 году в чемпионате соревновались 200 участников по 24 компетенциям.
В декабре 2017 года WorldSkills Russia анонсировал проведение чемпионатов в сфере логистики, которые будут проходить по трём компетенциям: управление поставками, управление складом, управление транспортом. Первый чемпионат прошёл в Москве в 2018 году.
Отраслевой чемпионат по профессиональному мастерству по компетенциям в сельском хозяйстве. Проводится с 2017 года.
Чемпионат по компетенциям WorldSkills среди высших учебных заведений. Проводится с 2017 года. Первый чемпионат прошёл в Москве, в 36 компетенциях соревновались 430 участников из 83 российских ВУЗов.

## Призовые премии победителей чемпионатов WorldSkills
В 2018 году Правительство РФ учредило призовые премии для победителей-медалистов чемпионатов WorldSkills.
Для победителей мировых чемпионатов WorldSkills размер призовой премии составляет:
- Золотая медаль — 1 500 000 рублей
- Серебряная медаль — 1 000 000 рублей
- Бронзовая медаль — 750 000 рублей
- Медальон за профессионализм — 350 000 рублей

Для победителей чемпионатов EuroSkills размер призовой премии составляет:
- Золотая медаль — 800 000 рублей
- Серебряная медаль — 600 000 рублей
- Бронзовая медаль — 400 000 рублей
- Медальон за профессионализм — 200 000 рублей

Для победителей из Республики Татарстан на национальных чемпионатах WorldSkills Russia размер призовой премии составляет:
- Золотая медаль — 150 000 рублей
- Серебряная медаль — 125 000 рублей
- Бронзовая медаль — 100 000 рублей
- Медальон за профессионализм — 30 000 рублей